# マリナ・スルツカヤ
マリナ・スルツカヤ（Maryna Slutskaya 1991年7月9日- ）はベラルーシ出身の柔道選手。階級は78kg超級。

## 人物
2007年のヨーロッパユースオリンピックフェスティバルの70kg超級で3位となった。2008年と2010年のヨーロッパジュニアの78kg超級で2位になるが、世界ジュニアでは5位だった。U23ヨーロッパ選手権でも2度3位になった。2013年のユニバーシアードでも3位だった。以降も一定の活躍はするものの、オリンピック出場資格を有する世界ランキング14位以内に入っていなかったために、2016年のリオデジャネイロオリンピックには出場できなかった。2017年のヨーロッパ選手権でベラルーシの女子選手として初優勝を飾った。その後、世界ランキング1位になるも、ヨーロッパオープン・ミンスク決勝で負傷したことにより、世界選手権には出場できなかった。2018年のグランドスラム・アブダビでは優勝したが、世界選手権では3回戦で敗れた。2019年に地元のミンスクで開催されたヨーロッパ競技大会では、決勝でボスニア・ヘルツェゴビナのラリサ・ツェリッチを破って優勝した。2021年7月に日本武道館で開催された東京オリンピックでは2回戦で敗れた。その後、現役引退を表明した。

## 主な戦績
- 2007年 - ヨーロッパユースオリンピックフェスティバル　3位(70kg超級)
- 2008年 - ヨーロッパジュニア　2位
- 2010年 - ヨーロッパジュニア　2位
- 2010年 - 世界ジュニア　5位
- 2010年 - U23ヨーロッパ選手権　3位
- 2011年 - ユニバーシアード　5位
- 2011年 - U23ヨーロッパ選手権　3位
- 2012年 - ワールドカップ・タリン　優勝
- 2012年 - ワールドカップ・タシュケント　優勝
- 2013年 - ユニバーシアード　3位
- 2013年 - グランプリ・アルマトイ　2位
- 2013年 - ヨーロッパオープン・ミンスク　優勝
- 2014年 - ヨーロッパ選手権　5位
- 2015年 - ヨーロッパ競技大会　5位
- 2016年 - アフリカオープン・カサブランカ　優勝
- 2016年 - グランプリ・トビリシ　3位
- 2016年 - グランプリ・タシュケント　2位
- 2016年 - グランドスラム・アブダビ　3位
- 2017年 - ヨーロッパオープン・プラハ　優勝
- 2017年 - グランプリ・トビリシ　優勝
- 2017年 - ヨーロッパ選手権　優勝
- 2017年 - グランドスラム・エカテリンブルグ　3位
- 2017年 - ヨーロッパオープン・ミンスク　2位
- 2018年 - グランプリ・トビリシ　2位
- 2018年 - グランプリ・ブダペスト　2位
- 2018年 - グランドスラム・アブダビ　優勝
- 2018年 - グランプリ・タシュケント　3位
- 2018年 -　グランプリ・ハーグ　優勝
- 2019年 - グランプリ・トビリシ　3位
- 2019年 - ヨーロッパ競技大会　優勝
- 2019年 -　ワールドマスターズ　3位
- 2021年 -　グランドスラム・テルアビブ　3位
- 2021年 -　ヨーロッパ選手権　3位
- 2021年 -　グランドスラム・カザン　2位

(出典、JudoInside.com)。